# Izjaslav II van Kiev
Izjaslav II Mstislavitsj van Kiev (Belgorod, 1097 - 13 november 1154) was vanaf 1146 grootvorst van het Kievse Rijk.

## Levensloop
Hij was de oudste zoon van grootvorst Mstislav I van Kiev en Kristina van Zweden.
In 1127 werd Izjaslav prins van Koersk en bleef dit tot in 1130. Daarna was hij van 1130 tot 1132 vorst van Polotsk, van 1132 tot 1133 en van 1142 tot 1146 vorst van Perejaslav en van 1135 tot 1142 en van 1146 tot 1151 vorst van Wolynië.
In 1146 versloeg Izjaslav de troepen van grootvorst Igor II van Kiev, waarna hij de nieuwe grootvorst van Kiev werd. Heel wat Ruriken eisten deze titel op en Izjaslav moest een burgeroorlog voeren tegen zijn oom Joeri Dolgoroeki en diens zoon Andrej Bogoljoebski. In 1149 verloor Izjaslav zijn functie nadat zijn oom Kiev had veroverd.
In 1150 veroverde Izjaslav met de steun van zijn oom Vjatsjeslav I opnieuw Kiev. Dit duurde echter niet lang en na korte tijd werd Izjaslav opnieuw verjaagd door Joeri Dolgoroeki. In 1151 veroverde Izjaslav samen met Vjatsjeslav I opnieuw Kiev. Zijn oom Vjatsjeslav werd de nieuwe grootvorst van Kiev, hoewel de feitelijke macht nog steeds in handen was van Izjaslav. Toen Izjaslav in november 1154 overleed, werd zijn broer Rostislav I de nieuwe grootvorst van Kiev. Rostislav zette de strijd met Joeri Dolgoroeki verder.

## Huwelijken en nakomelingen
Hij huwde eerst met Agnes, dochter van Koenraad III van Hohenstaufen. Na het huwelijk nam zij de naam Liubava aan. Ze kregen vier kinderen:
- Mstislav II (1125-1170), grootvorst van Kiev
- Jaroslav II (1132-1180), grootvorst van Kiev
- Jaropolk, prins van Shoemsk
- Evdokia, huwde met Mieszko III van Polen.

Enkele maanden voor zijn dood hertrouwde hij met een onbekende dochter van koning Demetrius I van Georgië, nadat zijn eerste vrouw in 1151 overleden was. Zijn tweede huwelijk bleef kinderloos.